# Choi Se-bin
Dans ce nom coréen, le nom de famille, Choi, précède le nom personnel.
Choi Se-bin (en coréen : 최세빈), née le 11 août 2000 dans le Jeolla du Sud, est une escrimeuse Sud-Coréenne.

## Carrière
Durant la saison de Coupe du monde d'escrime 2022-2023, Choi intègre l'équipe nationale, qui réalise quatre podiums en cinq tournois, dont une victoire à Sint-Niklaas. Aux championnats d'Asie, elle décroche l'or par équipes puis, lors des championnats du monde, elle fait partie de l'équipe coréenne médaillée de bronze, battue par la Hongrie en demi-finale (39-45) mais victorieuse de l'Ukraine en petite finale.
Elle se positionne pour la première fois sur un podium de coupe du monde au grand prix de Tunis, en janvier 2024 en bénéficiant d'un tableau dégagé, mais échouant d'une touche en demi-finale contre la jeune Turque Nisanur Erbil (14-15).

## Palmarès
- Championnats du monde d'escrime
  -  Médaille de bronze par équipes aux championnats du monde 2023 à Milan

- Championnats d'Asie d'escrime
  -  Médaille d'or par équipes aux championnats d'Asie 2023 à Wuxi

## Classement en fin de saison
| Année | 2019 | 2020 | 2021 | 2022 | 2023 |
| ----- | ---- | ---- | ---- | ---- | ---- |
| Rang  | 407  | 422  | 278  | 224  | 31   |